# PSR B1919+21

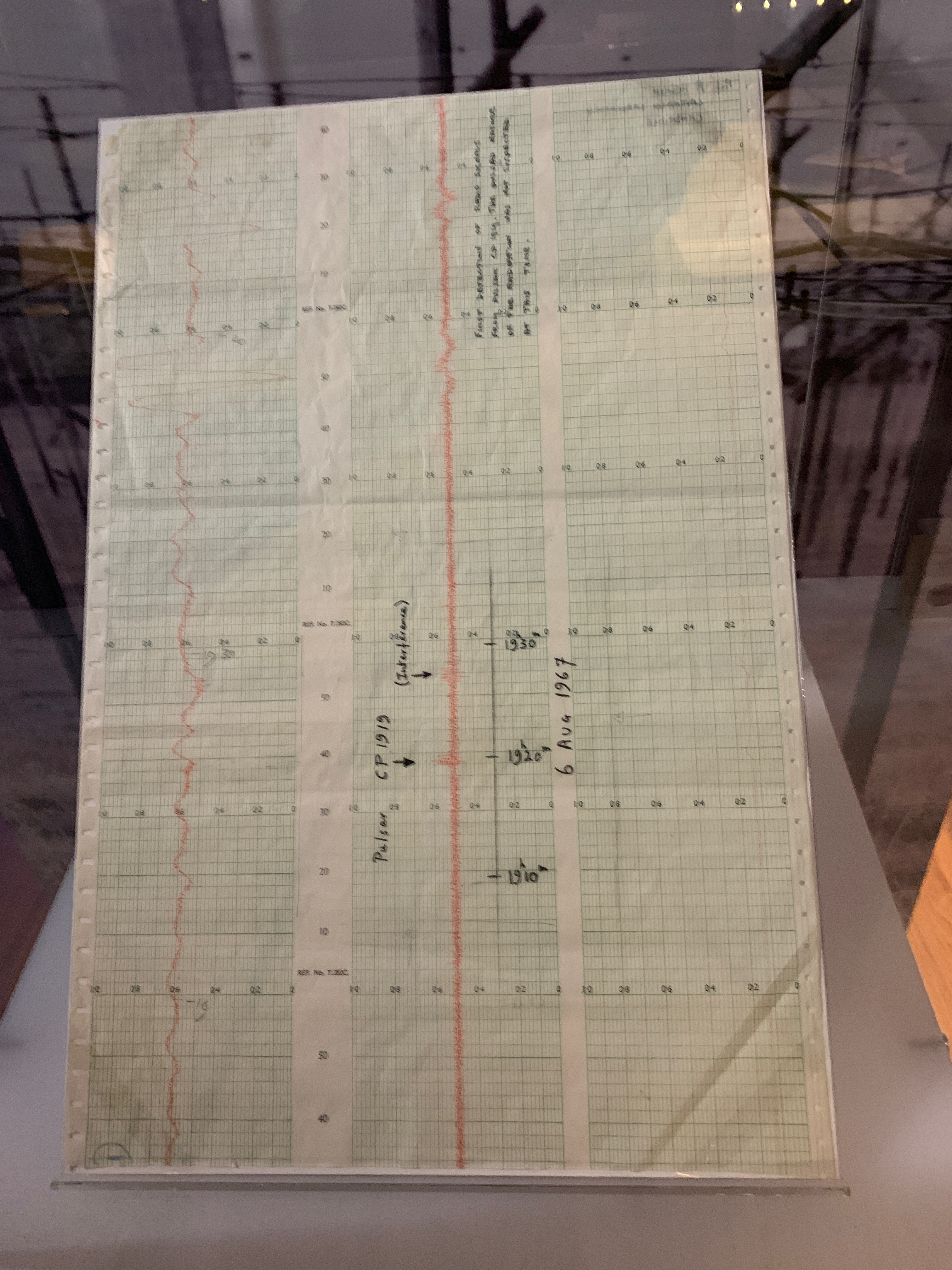

PSR B1919+21(CP 1919)は、地球から約2300光年離れたこぎつね座の方向にある中性子星。初めて発見されたパルサーである。

## 概要
PSR B1919+21は、約1.337秒で自転する中性子星で、0.04秒のパルス幅を持つ。名前の元期はB1950.0に基づいているので、現在の命名に使われる元期J2000.0での名前は「PSR J1921+2153」となる。質量は太陽の1.4倍であるが、直径は10万分の1程度しかないと考えられているため、密度は1cm3あたり7億トンを超える。年齢は1600万年と考えられている。表面重力は地球の2000億倍もあり、脱出速度は光速の2/3に達する。
自転周期は正確には1.337301192269±6×10−12秒であり、100億分の1秒まで正確な自転周期で回転している。この正確さから、後述する通り発見当初は地球外文明からの信号ではないかと考えられた。

## 歴史
PSR B1919+21は、1967年にアントニー・ヒューイッシュとジョスリン・ベル・バーネルによって発見された。彼らは、ケンブリッジ大学の敷地内にある口径がテニスコート57面分の巨大な電波望遠鏡(出力81.5 MHz)から、クエーサーの電波信号を探していた。そのとき、数秒おきに1回の割合で電波を発する非常に規則的な信号をこぎつね座の方向に発見した。観測の結果、この信号の強度の変動周期は太陽日(24時間0分)ではなく恒星日(23時間56分)だったので、信号の発信源は地球上ではないことが明らかになった。長さが121.8mのグラフ用紙の、たった約2.5cmしか占めていないこの信号は、きっかり1.3373011922秒ごとに発せられていて、100億分の1秒まで一致するあまりにも規則的すぎた周期であることから、地球外文明からの信号ではないかと考えられ、LGM-1（LGM=リトル・グリーン・メン=緑の小人。当時の宇宙人のステレオタイプ的描写）と名づけられた。しかしその後、これは中性子星の中で、磁場の磁極と自転軸が一致しない物が、極めて正確な周期で地球を向くことにより、極めて正確なパルスを刻むという事が予測され、LGM-1は「赤経19h19m(元期B1950.0)付近のケンブリッジ・パルサー」という意味のCP 1919、このような天体をパルサーと名づけた。アントニー・ヒューイッシュは、後にこの発見がきっかけで1974年のノーベル物理学賞を受賞した。

## その他
イギリスのロックバンド、ジョイ・ディヴィジョンは、デビューアルバム「アンノウン・プレジャーズ」の表紙にPSR B1919+21のパルスの画像を使用した。